# Piper hispidum
Piper hispidum là một loài thực vật có hoa trong họ Hồ tiêu. Loài này được Sw. miêu tả khoa học đầu tiên năm 1788.